# Однопартийная система
Однопарти́йная систе́ма — тип политической системы в государстве, в которой единственная политическая партия обладает законодательной властью.
Оппозиционные же партии либо запрещены, либо системно не допускаются к власти. Доминирование одной партии может также устанавливаться посредством широкой коалиции нескольких партий (народный фронт), в которой правящая партия резко преобладает (см. также Система с доминирующей партией).

## Концепция
Чаще всего такое положение рассматривается как диктатура, и многие диктатуры представляют себя как однопартийные системы. Примеры диктатур, которые не являются однопартийными системами, включают в себя военные диктатуры, которые чаще всего пытаются объявить вне закона вообще все политические партии во время своего правления, абсолютные монархии, теократические государства. Однопартийную систему не следует путать с системой с доминирующей партией, в которой оппозиция официально не запрещена, но по большому счёту неэффективна (не имеет возможности возглавить правительство либо не имеет возможности влиять на его действия). Государства с однопартийной системой, в которых правящая партия исповедует ту или иную форму марксизма-ленинизма, в англоязычных источниках называют коммунистическими государствами (Что, на самом деле, неверно. Правильно говорить и писать — социалистическое государство).
Однопартийные государства часто формально заявляют о поддержке демократии (в особенности это справедливо для коммунистических государств, которые вводят слово «народный» и/или «демократический» в свои полные наименования, главным образом потому, что идеология марксизма-ленинизма заявляет о демократическом правительстве). Несмотря на то, что иногда другие политические партии разрешаются правительством, они обязаны подчиняться доминирующей партии и не могут, таким образом, выступать в роли оппозиции.
В большинстве случаев однопартийные системы вырастают на почве фашистских, коммунистических или националистических идеологий, в частности, при освобождении от колониального управления. В подобной ситуации однопартийная система часто появляется при деколонизации в результате явного доминирования какой-либо партии в освобождении или в борьбе за независимость.
Однопартийные государства обосновывают своё устройство различными путями. Одним из известных обоснований является то, что многопартийная система привносит слишком большое разделение и затрудняет экономическое и политическое развитие. Этот аргумент был особенно популярен в середине XX века, когда многие развивающиеся страны пытались повторить опыт Союза ССР. Обычный контраргумент — однопартийное государство имеет со временем тенденцию к застою и нежеланию воспринимать перемены, что обуславливает его неспособность принимать новые условия и ситуации и может привести к его падению. Этот аргумент стал широко распространён ближе к концу XX века, после падения Советского Союза и государств Варшавского договора.

## Однопартийная система в России

### Обзор
Политические партии в их современном понимании были впервые в российской истории легализованы в соответствии с октябрьским манифестом 1905 года. По итогам Февральской революции 1917 года с политической арены России исчезли правомонархические («черносотенные») партии и движения, однако настоящий путь к однопартийному государству открылся после прихода большевиков к власти в октябре 1917 года.
Удобной ширмой для однопартийного государства стала система Советов, выборных многопартийных органов, стихийно образовавшихся по всей стране в 1917 году, и ведущих своё начало от Петроградского совета рабочих и солдатских депутатов, организованного в основном меньшевиками непосредственно во время Февральской революции. Основным механизмом однопартийности стало сколачивание в Советах заведомого большинства; оказавшись в большинстве, делегаты большевистской фракции голосовали за решения своего ЦК в порядке партийной дисциплины. Работа подобного политического механизма хорошо видна на примере принятия Брестского мира. Само решение о принятии мира на германских условиях было принято на историческом заседании ЦК РСДРП(б) 23 февраля 1918 года, и затем последовательно проведено через ВЦИК (где большевистская фракция составляла большинство) и IV Всероссийский съезд Советов (где насчитывалось 795 большевиков из 1204 делегатов).
Вместе с тем этот механизм тогда ещё работал не всегда безупречно: большевики Рязанов и Бухарин, несмотря на решение своего ЦК, проголосовали во ВЦИК против мира, а левые эсеры Спиридонова и Малкин, наоборот, проголосовали за мир (в то время, как ЦК ПЛСР обязал своих делегатов голосовать против мира). Однако с другой стороны, можно также подчеркнуть, что, например историческое решение о переносе столицы России из Петрограда в Москву было принято не собственно партийными органами, а Совнаркомом (впрочем, в основном состоявшем также из большевиков).
Методы завоевания большинства далеко не всегда были мирными; зачастую в ход шли обструкции и бойкот. На II Всероссийском съезде Советов рабочих и солдатских депутатов большевики прерывали выступления своих оппонентов свистом и издевательскими замечаниями с места, на единственном состоявшемся заседании Учредительного собрания большевизированные солдаты охраны демонстративно целились в «буржуазных» делегатов. В условиях низкой общей политической культуры те же методы могли использоваться и против самих большевиков; так, обструкции подверглась большевистская фракция Петроградской городской думы, крайне нервной была атмосфера на II Всероссийском съезде Советов крестьянских депутатов (в частности, эсеры на заседании 2 декабря освистали Троцкого). По воспоминаниям коммуниста Ступоченко, во время голосования ВЦИК по вопросу о Брестском мире публика выкрикивала: «иуды», «шпионы немецкие», большевики же в ответ «огрызаются и показывают кулаки».
Столь же обоюдоострым было и такое политическое оружие, как бойкот. Так, большевики бойкотировали деятельность Предпарламента, Петроградской и Московской городских дум под предлогом того, что в них оказалась непропорционально «завышено» представительство «цензовых элементов» («цензовой буржуазии»). В свою очередь, меньшевики и эсеры бойкотировали II Всероссийский съезд Советов, отказавшись принять участие в его работе, и в формировании нового правительства.
Начиная с осени 1917 года новым инструментом борьбы за власть стал декларированный большевиками отзыв депутатов любого представительного учреждения в любое время по требованию избирателей (декрет ВЦИК о праве отзыва депутатов). В ходе так называемого «триумфального шествия Советской власти» некоторые Советы на местах могли переизбираться по 4 — 5 раз подряд, пока не оказывались большевизированы. Кроме того, в соответствии с декретом о полноте власти Советов большевики начали постепенно разгонять все не-советские представительные учреждения, По крайней мере с весны 1918 года, начали практиковаться массовые разгоны силой и тех Советов, где в большинстве оказывались умеренные социалисты; власть в таком случае передавалась либо большевистской фракции Совета, либо невыборному ревкому.
Ричард Пайпс обращает внимание также на следующий метод борьбы за власть: в случае невозможности захватить большинство в каком-либо органе большевики образовывали из своих сторонников другой, параллельный орган с тем же названием, и объявляли его единственно законным. По всей видимости, этот метод был изобретён лично Лениным, и впервые применялся во фракционной борьбе против меньшевиков. В декабре 1917 года большевики раскололи Всероссийский съезд Советов крестьянских депутатов, объявив единственным законным Съездом заседания его большевистско-левоэсеровской части. В январе 1918 года большевики образовали параллельный эсеро-меньшевистскому Викжелю железнодорожный профсоюз Викжедор.
На Украине большевики оказались в меньшинстве на Всеукраинском съезде Советов в Киеве, после чего созвали собственный Всеукраинский съезд в Харькове; в противовес киевского правительству Генерального секретариата появился харьковский Народный секретариат, в противовес вольному казачеству — червонное казачество.
Однопартийная система окончательно оформилась в начале 1920-х годов. Целый ряд мелких партий, поодиночке не имевших никаких политических перспектив, предпочли в полном составе вступить в коммунистическую партию. То же самое делали и множество отдельных лиц поодиночке. Так, ещё с 1917 года начался массовый процесс вступления в большевистскую партию бывших меньшевиков.
В 1923 году член Политбюро ЦК Каменев на заседании коммунистической фракции ВЦИК СССР вполне прямо заявил:

…здесь нужно говорить прямо. Вопрос о сокращении государственного аппарата не может решить ни ВЦИК, никто, кроме Центрального комитета партии. … фракция может обратиться с ЦК с предложением обсудить этот вопрос, а конституционную постановку… оставим для торжественных заседаний, когда будут иностранные дипломаты.

### Большевизация Советов (сентябрь — октябрь 1917)
К осени 1917 года для населения России стало очевидно, что Временное правительство не выполнило ни одной из поставленных перед ним задач. Попытки наладить продразвёрстку (впервые инициированные ещё царским правительством в декабре 1916 года) провалились, развал снабжения городов продолжался. Тогда как одной из причин Февральской революции стали слухи о введении карточек на хлеб из расчёта 1 фунт на человека в сутки, после революции эти карточки всё таки были введены, причём к осени норма была урезана уже до 0,5 фунта. Вследствие развала снабжения крупных промышленных городов сырьём происходят массовые закрытия заводов, что приводит только к новой волне забастовок и безработице.
За восемь месяцев нахождения Временного правительства у власти рубль обесценился примерно во столько же раз, во сколько он обесценился за предшествовавшие три с половиной года тяжёлой войны, госдолг России вырос примерно вдвое.
Провальная политика демократизации армии привела только к её массовому разложению, которое наиболее ярко проявилось в неудаче Июньского наступления 1917 года. Широко распространились самосуды над офицерами и массовое дезертирство, к которому солдат подталкивали в том числе нарастающий развал снабжения фронта хлебом, и стремление успеть в свои деревни к разделу земли. Первые самозахваты крестьянами земли начались уже с апреля 1917 года, а осенью, после окончания полевых работ, произошёл настоящий взрыв. С 1 сентября по 20 октября зафиксировано 5 тыс. «аграрных беспорядков». 3 сентября власть в Тамбовской губернии захватил крестьянский Совет, самовольно передавший в собственность крестьянских общин всю помещичью землю вместе со всем хозяйственным инвентарём.
В подобных условиях осенью 1917 года в России происходит общая радикализация общественного мнения, которое всё больше отвергает умеренные альтернативы, склоняясь либо к поддержке «сильной руки» справа («военная диктатура»), либо к левым радикалам. На этой волне происходит большевизация Советов, особенно сильная в крупных промышленных городах (в первую очередь, в Петрограде и Москве), Балтийском флоте, ближайших к столице фронтах (Северном и Северо-Западном). Представительство большевиков в Петросовете доходит до 90 %, председателем совета избран большевик Троцкий Л. Д., в Моссовете большевики занимают до 60 % мест, проведя на должность председателя большевика Ногина В. П. Вместе с тем, в Москве большевики заняли большинство только в рабочей секции городского Совета, в районных Советах рабочих депутатов, в 11 из 17 районных дум. Солдатская же секция Моссовета оставалась проэсеровской.
Успехи же в большевизации традиционных представительных учреждений оказались скромными; получив большинство в Советах обеих столиц, в то же время в Петроградской и Московской городских думах большевики оказались в меньшинстве (впоследствии подвергнув оба этих органа бойкоту, а затем разогнав их силой). В Петроградской городской думе большевики получили 33 % мест, в Московской — всего 11 %.
В целом большевизация ограничилась крупными промышленными городами. В среднем по городским думам 50 губернских городов большевики набирают всего 7,5 % мест, по уездным 2,2 %. Ещё хуже прошла большевизация крестьянских Советов; из 455 таких Советов в 264 даже не было большевистских фракций.
Активно развернулась большевизация Балтийского флота, дошедшая от низовых матросских комитетов до Центробалта, большевизация низовых солдатских комитетов Северного и Западного фронтов. Вместе с тем захват контроля над высшими солдатскими комитетами был затруднён сложной системой перевыборов, установленной в рамках «советской легальности». Так, для перевыборов армейских комитетов требовались созывы общеармейских съездов, а Центральный армейский комитет и Центрофлот вообще могли быть переизбраны только с санкции Всероссийского Съезда Советов. В результате осенью 1917 года образовался резкий разрыв между повсеместно большевизированными низовыми солдатскими комитетами и высшими комитетами, в которых сохранялись старые, эсеро-меньшевистские, составы.
Санкцию же на созыв Съезда мог дать только действующий ВЦИК (постоянный орган предыдущего Съезда), который оставался по составу эсеро-меньшевистским, и согласия на созыв II Всероссийского Съезда Советов не давал.
Получив контроль над Петросоветом, большевики развернули ожесточённую борьбу за созыв нового Съезда, который (по их представлениям) дал бы легитимацию их власти уже в общероссийском масштабе, позволил бы переизбрать ВЦИК и армейские комитеты, большевизировав и их.
11—13 (24—26) октября 1917 большевизированный Петросовет провёл областной I Съезд Советов Северной области, в который были включены делегаты Балтийского флота, Петрограда и Финляндии. По мнению Ричарда Пайпса, делегаты были подобраны с махинациями (так, в их состав были включены даже делегаты из Московской губернии, в Северную область вообще не входившую, зато настроенную в основном пробольшевистски). Эсеро-меньшевистский ВЦИК объявил этот съезд незаконным; большевики рассылали приглашения от имени непризнанного Областного комитета армии, рабочих и флота Финляндии (ОКАФРФ) тем Советам, где сами же составляли большинство. Итогом стало резкое доминирование на съезде левых радикалов (большевиков и левых эсеров).
По всей видимости, большевики рассматривали, как вариант, объявление именно областного Съезда высшей властью. Однако по итогам его работы делегаты всё же приняли решение о созыве Всероссийского Съезда Советов. Уже 16 октября от имени Петросовета, Моссовета и Съезда Советов Северной области большевики разослали телеграммы Советам на местах с просьбой присылать делегатов на Всероссийский Съезд к 20 октября, хотя ВЦИК на тот момент так и не дал санкции на его созыв.
ВЦИК опять обвинил большевиков в махинациях. Во-первых, Всероссийский Съезд Советов мог собираться только с санкции самого ВЦИК. Во-вторых, приглашения рассылались, в первую очередь, тем Советам, где большевики имели большинство. В третьих, солдатские делегаты отправлялись, в нарушение избирательных процедур, не от эсеро-меньшевистских армейских комитетов, а от пробольшевистских солдатских комитетов уровня полка, дивизии и корпуса.
Тем не менее, ВЦИК уступил давлению большевиков, лишь только перенеся дату созыва Съезда с 20 на 25 октября.

### II Съезд Советов и эсеро-меньшевистский бойкот
В ходе Октябрьской революции большевики объявили Советы единственной законной властью, разогнав ряд старых органов: Петроградская городская дума, Предпарламент, Центрофлот и само Временное правительство. С санкции II Всероссийского Съезда Советов рабочих и солдатских депутатов большевики смогли переизбрать ВЦИК, теперь по составу ставший в основном большевистско-левоэсеровским, избрать новое правительство (Совет народных комиссаров).
Умеренные социалисты (эсеры, меньшевики, бунд) и либералы (кадеты) отказались признавать законность разгона Временного правительства. II Съезд был бойкотирован эсерами и меньшевиками. Все политические партии также бойкотировали новое правительство, отказавшись принять участие в работе Совнаркома. Его первый состав из-за этого оказался на 100 % большевистским.
Как с сожалением писал меньшевик Суханов Н. Н.:

…Мы ушли, неизвестно куда и зачем, разорвав с Советом, смешав себя с элементами контрреволюции, дискредитировав и унизив себя в глазах масс, подорвав всё будущее своей организации и своих принципов. Этого мало: мы ушли, совершенно развязав руки большевикам, сделав их полными господами всего положения, уступив им целиком всю арену революции…Уходя со съезда, оставляя большевиков с одними левыми эсеровскими ребятами и слабой группкой новожизненцев, мы своими руками отдали большевикам монополию над Советом, над массами, над революцией. По собственной неразумной воле мы обеспечили победу всей линии Ленина…

### Первые вооружённые столкновения (октябрь 1917)
Однако дело не ограничилось одними только бойкотами. Свергнутый Керенский безуспешно попытался предпринять поход на Петроград силами III кавалерийского корпуса. Целый ряд делегатов разогнанных большевиками органов создали Комитет спасения Родины и революции, который безуспешно попытался поднять петроградских юнкеров. В Москве вооружённое сопротивление большевикам было организовано под эгидой Московской гордумы.
Главной проблемой умеренных социалистов оказалось то, что в критические моменты осени 1917 года в их распоряжении фактически не оказалось никакой вооружённой силы. Тогда как в Петрограде большевики смогли опереться на балтийских матросов и рабочих красногвардейцев, в распоряжении другой стороны оказались лишь относительно небольшие силы юнкеров. III корпус генерала Краснова не проявил особого желания сражаться за уже успевшего себя дискредитировать Керенского (парадоксально, но тот же самый корпус ранее участвовал в Корниловском выступлении, объявленном тем же Керенским незаконным). Более напряжённой оказалась вооружённая борьба в Москве, где силы сторон какое-то время были примерно равными.

### Викжель. Однородное социалистическое правительство
Подавив вооружённые выступления в Петрограде и Москве, большевики столкнулись с вызовом эсеро-меньшевистского исполкома железнодорожного профсоюза Викжель. Представители Викжеля объявили, что, по их мнению, после ухода эсеров и меньшевиков со II Съезда Советов он стал незаконным. Профсоюз железнодорожников потребовал создания «однородного социалистического правительства» из представителей всех социалистических партий, угрожая в противном случае блокадой.
Во время переговоров эсеры и меньшевики выдвинули заведомо жёсткие требования; большевикам отводилось не более 40 % портфелей, председателем правительства должен был стать правый эсер Чернов. Кроме того, отдельным требованием упоминалась отставка «Ленина и Троцкого, как персональных виновников Октябрьского переворота».
В то же время уже через два дня после Октябрьской революции ЦК пока ещё единой эсеровской партии исключил из партии всех левых эсеров, «как принявших участие в большевистской авантюре». Итогом стало лишь окончательное выделение левых эсеров в отдельную партию, произошедшее в декабре 1917 года.
Отношение умеренных социалистов к Октябрьской революции оставалось довольно двусмысленным. Объявив её «авантюрой», они, тем не менее, проявили странную пассивность. Меньшевистский ЦК официально никак не поддержал вооруженные выступления юнкеров против большевизма и даже, рассчитывая на победу III корпуса генерала Краснова, заранее собирался обратиться к казакам с призывом не совершать чрезмерных зверств по отношению к большевикам. Таким же пассивным оказался и Викжель, который, несмотря на все свои демарши, никакой блокады так и не организовал. По всей видимости, странная пассивность умеренных социалистов была связана с нежеланием принимать власть, и связанную с ней ответственность.
На этом этапе, видимо, большевики ещё не планировали устанавливать однопартийное правление. В декабре 1917 года они отчасти пошли навстречу давлению Викжеля; «однородное социалистическое правительство» так и не появилось, однако вместо него была составлена правительственная коалиция большевиков и левых эсеров. Во ВЦИК («советском парламенте») сохранялось также представительство и других партий.

### Запрет кадетской партии. Декабрь 1917
Вместе с тем, большевики всё же сделали следующий крупный шаг на пути к однопартийности, объявив декретом Совнаркома от 28 ноября (12 декабря) 1917 года вне закона партию кадетов. Зародившись, как либеральная оппозиция царскому режиму, партия кадетов в 1917 году совершила крен вправо, полностью поддержав Корниловское выступление. После исчезновения с политической арены консервативных сил, кадеты оказались самой правой партией из представленного политического спектра, и начали притягивать все голоса справа, вплоть до голосов сторонников реставрации самодержавия.
Ленинский декрет о запрете кадетской партии стал поводом для разногласий между большевиками и левыми эсерами. Будущий нарком юстиции, левый эсер Штейнберг согласился с тем, что кадеты являются «врагами народа», однако резко возражал против объявления в данном случае вне закона целой партии поголовно по принципу «коллективной ответственности».
Таким образом, к январю 1918 года легальный политический спектр России сузился до социалистов самых разных течений. Дальнейшее нарастание противоречий шло, с одной стороны, между радикалами и умеренными (правые эсеры и меньшевики), с другой же стороны нарастали противоречия и в лагере радикалов (большевики, левые эсеры и анархисты).
Для большевиков не осталось незамеченным участие меньшевиков и правых эсеров в первых вооружённых выступлениях против большевизма в Петрограде и Москве. Тем не менее, эти партии всё ещё оставались легальными.

### Начало 1918. Первые итоги большевизма
Крупным ударом по правым эсерам стал разгон большевиками Учредительного собрания, на котором они фактически победили, составив большинство голосов. Выборы продемонстрировали, что большевики остаются рабочей партией крупных промышленных городов, тогда как крестьянское большинство России проголосовало за эсеров (левых и правых). Тем не менее, правые эсеры на этом этапе так и не решились организовать вооружённую борьбу против разгона Учредительного собрания.
Тем временем продолжали обостряться отношения большевистско-левоэсеровской коалиции с анархистами. Анархисты поддерживали большевиков в Июльские дни, входили в Петроградский ВРК во время Октябрьской революции. Однако они негативно восприняли результаты прихода большевиков к власти. Принятый большевиками курс на строительство новой государственной машины противоречил идеологии анархизма, особенно болезненно было воспринято основание ВСНХ, высшего органа централизованного управления экономикой.
К весне 1918 года население могло увидеть первые результаты большевистского правления. Революционная Армия Российской Республики была окончательно развалена и демобилизована большевиками, а сами большевики довели свою пораженческую политику до логического завершения — подписания позорного Брестского мира на крайне тяжёлых для России условиях. Снабжение больших городов хлебом, топливом и сырьём продолжало разваливаться, а введение рабочего контроля (см. фабзавкомы) только усилило дезорганизацию. Уже зимой 1917/1918 годов хлебные пайки в Петрограде были урезаны до 120—180 граммов на человека в день, что поставило население буквально на грань голода. Продолжились массовые закрытия заводов, к маю 1918 года безработица на петроградских заводах дошла до 88 %. Недовольство рабочих вылилось в антибольшевистское Движение фабричных уполномоченных, окончательно разогнанное ВЧК в июне-июле 1918 года. Заметное участие в этом движении приняли меньшевики, также, как и большевики, считавшие себя рабочей партией.

### Апрель 1918. Разгон московских анархистов
Уже к марту 1918 года отношения между большевиками и левыми эсерами, с одной стороны, и анархистами, с другой, окончательно испортились. Анархисты захватили в Москве до 25 «буржуазных» особняков, по странному совпадению расположенных в стратегических точках вокруг Кремля, образовали параллельные вооружённые отряды («Чёрную гвардию»). Всё это было похоже на подготовку восстания. В апреле 1918 года распространились слухи, что анархисты наметили своё вооружённое выступление против большевиков на 18 апреля. В ночь с 11 на 12 апреля большевики и левые эсеры нанесли «упреждающий удар», разогнав московских анархистов силой, под предлогом борьбы с «анархо-бандитизмом».
К маю 1918 года анархисты фактически сошли с политической арены России. Тем не менее, отдельные группы анархистов всё ещё сохраняли легальность. Осенью 1918 года даже был проведён I Всероссийский съезд анархистов-коммунистов, в Петрограде и Москве издавалась анархо-синдикалистская газета «Голос труда».

### Май — июль 1918 года. Продовольственная диктатура и реакция эсеров
Общий крах снабжения крупных городов вынудил большевиков принять на вооружение методы своих предшественников, объявив с мая 1918 года политику «продовольственной диктатуры». Вопреки распространённому мнению, продразверстка не являлась изобретением большевиков; впервые её пыталось организовать ещё царское правительство с декабря 1916 года, в затем Временное правительство в 1917 году. Аналогичные меры применялись также и другими воюющими державами, отличаясь особым размахом в Германии.
Большевики развернули борьбу с особенным размахом, организовав продотряды из городских рабочих, и даже целые продармии. С июня 1918 года началось создание комбедов из беднейших крестьян; тогда как зажиточное крестьянство и середняки были настроены в основном проэсеровски, представленная в комбедах деревенская беднота была в основном большевизирована.
Подобная политика («разжигание классовой борьбы в деревне») вызывает резкое неприятие считавших себя крестьянской партией эсеров, причём как правых, так и левых. Особо обиженными считали себя правые эсеры, столкнувшиеся сначала с разгоном Учредительного собрания, а затем и проэсеровских Советов на местах. Постепенно они пришли к выводу, что мирная борьба с большевиками является невозможной, раз уж они разгоняют выборные учреждения силой. Уже в марте 1918 года видный эсеровский террорист Борис Савинков организовал эсеро-белогвардейский Союз защиты Родины и Свободы, поставивший своей целью вооружённую борьбу с большевизмом. В июле 1918 года организация одновременно подняла восстания в Ярославле, Рыбинске и Муроме; попытка организовать такое же восстание в Москве была сорвана ВЧК.
В то же время развалилась большевистско-левоэсеровская коалиция. Также в июле 1918 года левые эсеры подняли восстание в Москве, уже через несколько дней подавленное большевиками. ПЛСР практически прекратила своё существование. На её обломках образовались лояльные большевизму Партия народников-коммунистов, в ноябре 1918 года самораспустившаяся и вошедшая в состав РКП(б), и Партия революционного коммунизма, сохранявшая легальность в течение всей гражданской войны.

### Лето 1918. «Демократическая контрреволюция»
Эсеровские вооружённые восстания против большевизма усугублялись также мятежом командующего Восточным фронтом, левого эсера Муравьёва М. А. и убийством эсеровским террористом В. Володарского; в качестве комиссара печати, пропаганды и агитации Союза коммун Северной области Володарский «прославился» массовыми закрытиями оппозиционных газет.
Ситуация особо обострилась после восстания Чехословацкого корпуса в мае-июне 1918 года. Чехословацкие эшелоны растянулись по железной дороге от Самары до Владивостока; в ходе их восстания на огромном пространстве большевики были свергнуты. В поисках политической силы, на которую можно было бы опереться, чехословаки вызвали к жизни целый ряд враждебных большевизму, но в то же время совершенно разнородных политических сил — правых эсеров, меньшевиков, кадетов. 8 июня 1918 года в Самаре образовалось проэсеровское правительство Комуча, действовавшее под лозунгом повторного созыва Учредительного собрания. В ответ большевизированный ВЦИК своим декретом от 14 июня объявил правых эсеров вне закона, исключив их из Советов всех уровней. Тогда же были объявлены вне закона, и также исключены из Советов всех уровней меньшевики, как принявшие участие в антибольшевистском Движении фабричных уполномоченных. Кроме того, меньшевики участвовали и в работе Комуча.
Новой реальностью стала так называемая «демократическая [народная] контрреволюция», то есть вооружённая борьба с большевизмом под умеренными социалистическими лозунгами.

### Осень 1918. Приход к власти Колчака и временная легализация
Основной ударной силой для эсеровских правительств стало правоконсервативное офицерство бывшей царской армии. В то же время эсеры вполне осознавали, что офицеры не испытывают к ним особых симпатий; для социалистов офицерство традиционно считалось «контрреволюционной» силой. Тем не менее, эсеры поначалу предпочитали сотрудничать с белогвардейцами, используя тактику так называемого «обволакивания». Подобная политика окончательно провалилась в ноябре 1918 года; 18 ноября офицеры привели к власти адмирала Колчака (см. Приход к власти адмирала Колчака). С точки зрения социалистов, произошедшее трактовалось, как «контрреволюционный переворот» и «военная диктатура». Особое впечатление на умеренных социалистов произвёл арест колчаковцами ряда членов Комуча 30 ноября, и затем их расстрел 22 декабря 1918 года.
Под впечатлением от этих событий меньшевики признали Октябрьскую революцию «исторически неизбежной», и объявили об отказе от вооружённой борьбы с большевизмом, в конце 1918 года отказались от лозунга созыва Учредительного собрания. 30 ноября 1918 года ВЦИК вновь легализовал меньшевиков, 26 февраля 1919 года были легализованы правые эсеры, в целях совместной борьбы с Колчаком.
Тем не менее, отношения коммунистов с меньшевиками и эсерами оставались весьма зигзагообразными. В 1919 году уфимская эсеровская парторганизация (группа «Народ») выступила с воззванием об отказе от вооружённой борьбы с большевизмом, и совместной борьбе с Колчаком, за что была в полном составе исключена из партии официальным ЦК ПСР. Группа «Народ» этому решению не подчинилась, образовав фактически собственную партию из целого ряда эсеровских парторганизаций. В Красной армии появился отдельный отряд эсеров, меньшевики также провели в своих рядах несколько партийных мобилизаций в Красную армию.

### Май 1918. «Гражданская война в деревне»
Прогрессирующий развал снабжения городов и уже начавшийся исход голодающего городского населения вынудил коммунистов перейти к непопулярным мерам, в том числе противоречившим их же собственной идеологии. С марта 1918 года начинается централизация управления экономикой в руках ВСНХ, к лету 1918 окончательно отменён рабочий контроль, на деле приведший к дезорганизации. Рабочие проявляли некомпетентность в управленческих вопросах, не могли самостоятельно организовать снабжение и производственный процесс, резко упала дисциплина и производительность труда. В некоторых случаях большевики даже приглашали для организации производства непопулярных «буржуазных специалистов», изгнанных за полгода ранее.
В мае 1918 года официально введена продразвёрстка, которую ранее ограничено пыталось ввести ещё царское правительство с декабря 1916 года. Началась организация продотрядов из рабочих.
В 1923 году в Союзе ССР окончательно была введена однопартийная система власти, с запретом на все партии, кроме ВКП(б).

## История

Государства с однопартийной системой

Первой в истории известной однопартийной системой является Либерия. В этой стране в период с 1868 по 1980 годы безусловно доминировала Партия истинных вигов, основанная чернокожими переселенцами из США («американо-либерийцами»). Резкий всплеск интереса к строительству однопартийных государств начинается в XX веке с установления в 1918—1922 годах однопартийной системы в России. По мнению исследователя Ричарда Пайпса, подобная система стала чистой импровизацией в условиях крайне жёсткой борьбы за власть. Кроме того, все большевистские лидеры по крайней мере до 1921 года всерьёз рассчитывали на «мировую революцию» в Европе, и их, по мнению Ричарда Пайпса, вообще не волновали детали организации государственного управления в самой России. Живучесть подобной системы, продемонстрированная в ходе Гражданской войны, породила целый ряд подражателей всех возможных политических ориентаций. Политический режим южных штатов США периода 1876-1964 годов («Сплочённый Юг») рядом исследователей характеризуется как пример существования однопартийной системы на части территории страны.

### В настоящее время
- КНР (Коммунистическая партия Китая, возглавляет Патриотический единый фронт китайского народа); Гонконг и Макао исключены из этой системы (1949)
- Куба (Коммунистическая партия Кубы) (1959), единственная легальная партия в этой стране
- Эритрея (Народный фронт за демократию и справедливость) (1993), единственная легальная партия в этой стране
- КНДР (Трудовая партия Кореи возглавляет Единый демократический отечественный фронт) (1948)
- Лаос (Народно-революционная партия Лаоса возглавляет Лаосский фронт национального строительства, en:Lao Front for National Construction) (1975)
- Вьетнам (Коммунистическая партия Вьетнама возглавляет Отечественный фронт Вьетнама) (1976)

### Прекратившие существование
- После получения независимости однопартийную систему ввело большинство государств Африки южнее Сахары (см. также Африканский социализм). Ряд африканских однопартийных режимов имел просоветскую либо профранцузскую (см. также Африканское демократическое объединение) ориентацию, некоторые режимы колебались между СССР и маоистским Китаем, Движением неприсоединения. Центральноафриканская республика и некоторые другие государства какое-то время находились также под влиянием идей ливийского лидера Муаммара Каддафи. Вместе с тем, в разных странах однопартийная система различалась рядом деталей. В Судане предпринималась попытка организовать массовую чистку по образцу «культурной революции» в Китае. В Гвинее с 1978 года правящая партия была преобразована в так называемую «Партию-государство» путём слияния партийных и собственно государственных органов. В Центральноафриканской республике, Заире и Экваториальной Гвинее в правящую партию принималось всё поголовно взрослое население. В настоящее время во всех этих странах, кроме Эритреи, политическая система преобразована в многопартийную.
- Постсоветское пространство
  -  Туркменистан: (Демократическая партия Туркменистана) 1991—2013[5][6]
- Африка
  -  Ангола: (Народное движение за освобождение Анголы — Партия труда) 1975—1991
  -  Бенин: (Народно-революционная партия Бенина) 1975—1990
  -  Бурунди: (Союз за национальный прогресс) 1966—1992
  -  Верхняя Вольта, или Буркина-Фасо: (Африканское демократическое собрание, en:African Democratic Rally (Burkina Faso)), 1960—1966, потеряла власть в результате военного переворота 1966 года.
  -  Габон: (Габонская демократическая партия, en:Gabonese Democratic Party) 1968—1990
  -  Гана: (Народная партия конвента) 1964—1966, свергнута в результате военного переворота
  -  Гвинея: (Демократическая партия Гвинеи, также называлась Партия-Государство Гвинея) 1958—1984, распущена после военного переворота
  -  Гвинея-Бисау: (объединённая партия государств Гвинея-Бисау и Кабо-Верде, Африканская партия независимости Гвинеи и Кабо-Верде. После раскола между этими двумя государствами преобразована во внутригвинейскую партию с прежним названием) 1974—1991
  -  Джибути: (Народное собрание за прогресс, en:People's Rally for Progress) 1977—1992
  -  Заир: (Народное движение революции, en:Popular Movement of the Revolution, организована диктатором Мобуту Сесе Секо) 1967—1990
  -  Замбия: (Объединённая партия национальной независимости, en:United National Independence Party) 1972—1990
  -  Кабо-Верде: (объединённая партия государств Кабо-Верде и Гвинея-Бисау, Африканская партия независимости Гвинеи и Кабо-Верде. После раскола между этими двумя государствами в 1981 году переименована в Африканскую партию независимости Кабо-Верде) 1975—1990
  -  Камерун (Камерунский национальный союз, en:Cameroon National Union, в 1985 году переименован в Камерунское Народно-Демократическое Движение, en:Cameroon People's Democratic Movement) 1966—1990
  -  Кения: (Национальный союз африканцев Кении) 1982—1991
  -  Коморы: (Коморский Союз за прогресс, en:Comorian Union for Progress) 1982—1990
  -  Республика Конго: (Конголезская партия труда) 1969—1990
  -  Кот-д’Ивуар: (Демократическая партия Кот-д’Ивуара-Африканское демократическое собрание, en:Democratic Party of Côte d'Ivoire – African Democratic Rally) 1960—1990
  -  Либерия: (Партия истинных вигов) 1878—1980. Партия истинных вигов, представлявшая интересы чернокожих репатриантов из Америки (американо-либерийцев) в 1980 году была свергнута в результате переворота представителя местного племени кран Сэмюля Доу.
  -  Мавритания: (Мавританская народная партия, en:Mauritanian People's Party) 1961—1978. Партия организована диктатором Моктар ульд Дадда в результате слияния нескольких партий. После сместившего Дадда военного переворота, организованного подполковником Мустафой ульд Мухаммедом Салехом, партия распущена.
  -  Мадагаскар: (Авангард Малагасийской революции en:Association for the Rebirth of Madagascar) 1976—1989. Другие названия партии: Авангард обновления Мадагаскара, Ассоциация возрождения Мадагаскара. Вместе с 5 другими партиями входила в Национальный фронт защиты революции.
  -  Малави: (Партия малавийского конгресса, en:Malawi Congress Party) 1964—1993
  -  Мали: Суданский союз - Африканское демократическое объединение 1960—1968, распущена в результате военного переворота. В 1975 году военная хунта восстанавливает однопартийную систему во главе с Демократическим союзом Малийского народа (en:Democratic Union of the Malian People) 1975—1991.
  -  Мозамбик: (ФРЕЛИМО 1975—1990)
  -  Нигер: Нигерийская прогрессивная партия — Африканское демократическое собрание (en:Nigerien Progressive Party – African Democratic Rally) 1960—1974, распущена в результате военного переворота 1974 года. В 1989—1990 также вводилась однопартийная система во главе с Национальным движением за общество развития.
  -  Руанда: (Пармехуту, другие названия: Партия движения освобождения Хуту, Национальное революционное движение за демократию и развитие, Республиканское демократическое движение) 1965—1991
  -  Сан-Томе и Принсипи: (Движение за освобождение Сан-Томе и Принсипи / Социал-демократическая партия) 1975—1990
  -  Сейшельские Острова: (Народная партия, en:People's Party (Seychelles)) 1977—1991
  -  Сенегал: Социалистическая партия Сенегала  (1966—1974)
  -  Сьерра-Леоне: (Всенародный Конгресс, en:All People's Congress) 1978—1991
  -  Сомали: (Сомалийская революционная социалистическая партия) 1976—1991
  -  Судан: (Суданский социалистический союз) 1971—1985
  -  Танзания, образована в 1964 году в результате объединения колоний Танганьика и Занзибар: «партия революции» (Чама Ча Мапиндузи) 1977—1992
    -  Танганьика: Африканский национальный союз Танганьики (1961—1977)
    -  Занзибар: Партия Афро-Ширази (1964—1977)

  -  Того: Партия тоголезского единства (en:Party of Togolese Unity) 1962—1963, Собрание тоголезского народа (en:Rally of the Togolese People) 1969—1991
  -  Уганда: (Народный Конгресс Уганды, en:Uganda People's Congress) 1969—1971. Партия потеряла власть в результате государственного переворота 1971 года, осуществлённого одним из самых одиозных африканских диктаторов Иди Амином. После его свержения в 1979 году партия предпринимала попытки вернуться к власти.
  -  Центральноафриканская Республика: Движение за социальную эволюцию Чёрной Африки (MESAN) после государственного переворота 1966 года, приведшего к власти одиозного диктатора Жана-Беделя Бокассу на год прекращала свою деятельность, однако была вновь восстановлена. С 1976 года Бокасса установил в стране необычный гибрид однопартийной системы с монархией (Центральноафриканская империя). После его свержения в 1980 партия переформирована в Центральноафриканский демократический союз, в 1987 в Центральноафриканское демократическое собрание, en:Central African Democratic Rally) 1962—1991
  -  Чад: (Прогрессивная партия Чада, в 1973 году переформировано в Национальное движение за культурную и социальную революцию Чада. В 1975 году все политические партии в стране запрещены в ходе острого политического кризиса, закончившегося военным переворотом. После победы в гражданской войне в 1982 году сторонников генерала Хиссена Хабре учреждена партия Национальный Союз за независимость и революцию, en:National Union for Independence and Revolution, действовавшая 1984—1990) 1962—1975, 1984—1990
  -  Экваториальная Гвинея: Единая национальная партия трудящихся, 1970—1979, распущена в результате военного переворота Теодоро Обианга Мбасого Нгема. Также в период 1987—1991 устанавливалось однопартийное правление Демократической партии Экваториальной Гвинеи (en:Democratic Party of Equatorial Guinea).
  -  Эфиопия: (Рабочая партия Эфиопии) 1984—1991
- Исламские страны
  -  Афганистан: (Партия национальной революции) 1973—1978
  -  Алжир: (Фронт национального освобождения) 1962—1989
  -  Бангладеш: (Бангладешская лига Кришак Срамик Авами, en:BAKSAL) 1975—1979
  -  Египет: в период 1953—1962 существовала партия Национальный союз, которая должна была стать объединённой египетско-сирийской партией (см. также Объединённая Арабская Республика). После окончательного раскола переименован в Арабский социалистический союз (1962—1978)
  -  Ирак: (иракская ветвь панарабской, а фактически ирако-сирийской партии Баас) 1968—2003, свергнута в результате Второй американо-иракской войны (см. также en:De-Ba'athification)
  -  Иран: (партия Растахиз, en:Rastakhiz Party, существовала под патронажем шаха Мохаммеда Реза Пехлеви, уничтожена исламской революцией) 1975—1978
  -  Сирия: в 1952-53 годах приходит к власти Движение арабского освобождения. В 1954 году партия свергнута. После прихода к власти в 1963 году сирийской ветви баасистов восстановлена однопартийная система. В 1963–2024 (Сирийская ветвь панарабской, а фактически — ирако-сирийской партии Баас), возглавляла Национальный прогрессивный фронт. В 2024 году свергнута в результате наступления сирийской оппозиции.
  -  Тунис: (Социалистическая Дестуровская партия, en:Socialist Destourian Party) 1957—1988
  -  Турция: (Республиканская народная партия) 1923—1946. В 1950 году однопартийная система мирным путём окончательно трансформирована в многопартийную.
  -  Южный Йемен: (Йеменская социалистическая партия, после объединения в 1990 году Северного и Южного Йемена перешла в оппозицию) 1978—1990
- Юго-Восточная Азия
  -  Бирма, или Мьянма: (Партия бирманской социалистической программы) 1964—1988. Распущена в результате военного переворота 1988 года, в 1989 страна переименована в Мьянму.
  -  Кампучия: Коммунистическая партия Кампучии 1975—1979 (ультра-левый режим «красных кхмеров»). После свержения Пол Пота вьетнамскими войсками сформирована, частично из бывших красных кхмеров, Народно-революционная партия Кампучии. В период 1979—1991 года являлась единственной легальной партией в стране. В настоящее время является правящей под названием Народная партия Камбоджи в условиях многопартийности.
  -  Китайская Республика: (Гоминьдан) 1928—1987. Китайская Национальная Народная партия («Гоминьдан») организована лидером антимонархической Синхайской революции 1912 года Сунь Ятсеном. В 1925—1927 годах Гоминьдан становится орудием в руках лидера одной из соперничавших военных группировок генерала Чан Кайши, к 1928 году объединившего под своей властью практически весь Китай, фактически распавшийся после революции. Под влиянием СССР Чан Кайши вводит с 1928 года централизованную однопартийную систему. После окончательной победы коммунистов в 1949 году сторонники Гоминьдана бежали на Тайвань, где долгое время сохранялся диктаторский режим Чан Кайши. В 1986—1987 годах тайваньский режим мирно трансформирован в многопартийный. Остатки гоминьдановцев на материке образовали Революционный комитет Гоминьдана, который является в современной КНР легальной партией и входит в возглавляемый коммунистами Патриотический единый фронт китайского народа.
- Социалистические режимы. В ряде стран политическая система не являлась строго однопартийной и может быть отнесена также к системе с доминирующей партией. Допускалось существование нескольких партий, объединённых, однако, в народный фронт при доминировании одной, правящей, партии.
  -  Албания: (Албанская партия труда) 1944—1991
  -  Афганистан: (Народно-демократическая партия Афганистана) 1978—1992. В партии имел место раскол, сопровождавшийся острой борьбой между фракциями «Хальк» («Народ») и «Парчам» («Знамя»).
  -  Болгария: (Отечественный фронт (Болгария)):(Болгарская коммунистическая партия) 1946—1990, левой фракций(Болгарского земледельческого народного союза) 1946-1990;
  -  ГДР: (Социалистическая единая партия Германии, возглавляла Национальный фронт ГДР) 1949—1989
  -  Гренада: Движение Совместные усилия в области социального обеспечения, образования и освобождения (New JEWEL Movement) 1979—1983. Свергнуто войсками США в результате вторжения на Гренаду в 1983 году.
  -  Венгрия: Венгерская партия трудящихся 1948—1956. В результате Восстания 1956 года распущена, вместо неё сформирована просоветская Венгерская социалистическая рабочая партия (1956—1989).
  -  МНР: (Монгольская народная партия, также носила название Монгольская народно-революционная партия) 1921—1990
  -  ПНР: Польская объединённая рабочая партия 1948—1989, после событий 1982 года (см. Военное положение в Польше (1981—1983)) возглавила Патриотический фронт национального возрождения (en:Patriotic Movement for National Rebirth).
  -  СР Румыния: (Румынская коммунистическая партия) 1947—1989
  -  СССР: Коммунистическая партия Советского Союза 1922—1990. Носила также названия Российская Социал-демократическая Рабочая партия (большевиков), Российская коммунистическая партия (большевиков), Всесоюзная коммунистическая партия (большевиков). В марте 1990 года III Съезд народных депутатов СССР внёс в конституцию поправки, отменившие однопартийную систему.
  -  Чехословакия: (Коммунистическая партия Чехословакии, возглавляла Национальный фронт Чехословакии) 1948—1989
  -  Югославия: (Союз коммунистов Югославии, до 1952 года — Коммунистическая партия Югославии) 1945—1990
- Фашистские и нацистские режимы
  -  Независимое государство Хорватия: (Усташи) 1941—1945
  -  Федеральное государство Австрия: (Bundesstaat Österreich): Отечественный фронт 1934—1938
  -  Доминиканская Республика: Доминиканская партия (en:Dominican Party) 1930—1961, распущена после убийства в 1961 году диктатора Рафаэля Трухильо
  -  Нацистская Германия: НСДАП (1933—1945)
  - : Королевство Венгрия Скрещённые стрелы (1944—1945)
  - : Королевство Италия (Национальная фашистская партия) 1926—1943, Итальянская социальная республика (Республиканская фашистская партия) 1943—1945
  -  Япония: (Ассоциация помощи трону) 1940—1945
  -  Маньчжоу-Го: (прояпонская партия Общество Согласия, построенная по образцу Ассоциации помощи трону) 1932—1945. Особенностью политической системы Маньчжоу-Го было то, что Общество Согласия сосуществовало с рядом партий различных национальных меньшинств, включая русских белоэмигрантов (см. также Российская фашистская партия, Союз Фашистских Крошек)
  -  Норвегия: коллаборационистский режим Национального единения (1942—1945)
  -  Парагвай: Национальная республиканская ассоциация — Партия Колорадо (1947—1962). Партия являлась одной из основных опор диктатора Альфредо Стресснера. В 1962 году в стране введена многопартийность при сохранении запрета на деятельность коммунистов.
  -  Филиппины: en:KALIBAPI (Организация на службе новых Филиппин), прояпонская партия, созданная по образцу Ассоциации помощи трону 1943—1945
  -  Португалия: (Национальный союз, с 1970 года — Народное национальное действие) 1933—1974
  -  Королевство Румыния: Фронт национального возрождения (1938—1940), Железная Гвардия (1940—1941)
  -  Сан-Марино: Сан-Маринская фашистская партия (1923—1944)
  -  Словацкая республика: (Глинкова словацкая народная партия) 1939—1945
  -  Испания: «Испанский патриотический союз» генерала Мигеля Примо де Ривера (en:Spanish Patriotic Union) 1923—1930, Испанская фаланга (позднее «Национальное движение») каудильо Франко (en:Movimiento Nacional) 1939—1975
  -  Гаити: (Партия национального единства) 1957—1986